# Делакеу (Григоріопольський район)
Далаке́у (рос. Далакэу; рум. Delacău) — село в Григоріопольському районі Молдови (Придністров'ї), адміністративний центр однойменної комуни якій підпорядковані села Делакеу і Красна Горка. Розташоване в західній частині району на лівому березі річки Дністра за 2,5 км від районного центру — міста Григоріополя, за 45 км від залізничної станції Тирасполь та 49,3 км від Кишинева. Площа села — близько 1,33 км2, периметр — 6,63 км.

## Історія
Перша документальна згадка про село датована 1773 роком. 1795 року в селі налічувалося 326 селян. У 1812—1821 роках тут був маєток Руксанди Маврогень, яка володіла 8 садами, 6 виноградниками, млином, лісом. На той час у селі діяла церква, одна з найстаріших у Лівобережжі Дністра. У 1930-ті роки радянська влада перетворила церкву на клуб, було збито хрести та зруйновано дзвіницю. Після 1941 року церкву було відновлено, зведено дві дзвіниці, але після німецько-радянської війни її було зруйновано остаточно.
У радянський період село було центром сільської ради. Тут було організовано радгосп імені Мічуріна Міністерства плодоовочевого господарства Молдавської РСР, який спеціалізувався на виробництві зернових культур, садівництві, овочівництві, виноградарстві. У 1979 році радгосп реалізував продукції на 5,1 мільйона карбованців. Прибуток склав 1,55 мільйонів карбованців. Станом на 1 січня 1980 року у господарстві було 95 тракторів, 33 вантажних автомобіля, 26 комбайнів.
У селі працювали сільське професійно-технічне училище, восьмирічна школа, клуб із кіноустановкою, бібліотека, фельдшерсько-акушерський пункт, ательє побутового обслуговування населення, поштове відділення, дитячий садок, магазини.

## Пам'ятники
В селі встановлений пам'ятник радянським воїнам, що загинули у німецько-радянській війні.

## Люди
В селі народився Опря Афанасій Андрійович (нар. 1934) — молдовський художник, майстер мистецтв.